# Incursione ottomana in Friuli del 1499
L’incursione ottomana in Friuli del 1499, fu l’ottava e probabilmente la più devastante scorreria da parte di soldati dell'Impero ottomano nel Friuli, allora parte della Repubblica di Venezia.

## Antefatti

### Contesto storico e avvisaglie
Nell'estate del 1499 l'Impero ottomano lanciò un'offensiva in Grecia per mare e per terra ai danni della Repubblica di Venezia. Tra il 12 e il 25 agosto la flotta veneziana e quella turca si scontrarono per quattro volte nelle acque tra l'isola di Sapienza e Capo Zonchio e la seconda riportò una vittoria schiacciante che poco dopo costrinse Lepanto alla resa. Antonio Grimani, il capitano generale da mar, diventato uno degli uomini più odiati di Venezia, fu destituito dalla carica e imprigionato. 
Sulla terraferma l'attenzione era concentrata nello scontro militare tra il Ducato di Milano retto da Ludovico il Moro e i francesi di Luigi XII che lo aveva invaso dopo aver avanzato pretese su di esso in quanto discendente di Valentina Visconti. Per questo motivo la maggior parte delle truppe veneziane si trovava dislocata tra il cremonese e il bresciano.
Le prime avvisaglie di una possibile scorreria da parte di truppe dell'Impero ottomano a danno del Friuli giunsero a Venezia verso la fine di agosto del 1499. I Frankopan, potente famiglia nobile del Regno di Croazia, avvertirono infatti i rettori veneziani di Zara e Sebenico che il sessantacinquenne Skender Pasha Mihaloğlu, sanjak-bey di Bosnia e autore della scorreria del 1477, era al comando di un esercito composto da 4 000 giannizzeri e stava reclutando migliaia di uomini tra gli abitanti della Bosnia e della Serbia. Il collegio dei Savi delle Ordinanze decise di adottare un piano predisposto dal cancelliere Paolo di Novigrad, costituito da un complesso sistema di segnalazione basato, di giorno, su segnali di fumo, e, di notte, su fuochi accesi sulle cime di monti e torri, che partendo da Grahovo puntava su Zara per poi essere trasmesso attraverso le isole dell'Adriatico sino all'Istria e quindi a Gradisca d'Isonzo. Secondo le previsioni del suo ideatore, il segnale sarebbe giunto da Zara a Gradisca in sole 2-4 ore. Al contempo Giovanni Corvino, bano di Croazia per conto di Ladislao II, re d'Ungheria e di Boemia, si offrì di assistere la Repubblica di Venezia nella difesa della Dalmazia mettendo a disposizione circa 900 cavalieri.

### Marcia dell'esercito ottomano
Verso la metà di settembre Iskander aveva radunato un esercito di 16 000-20 000 uomini e i veneziani, informati da Paolo Mislenovič, vice-bano di Tenina, erano ormai quasi certi che intendesse effettuare una scorreria a loro danno nella zaratina, in Istria o in Friuli. Poco dopo squadre di martolossi iniziarono ad effettuare scorrerie di minore entità in Corbavia e nell'entroterra della Dalmazia.
Il 21 settembre Iskanderbeg iniziò a muoversi con il suo esercito. Due giorni dopo raggiunse Modruš passando poi per Kočevje e Lož, oggi in Slovenia e allora parte del Sacro Romano Impero. I turchi, che mantenevano buoni rapporti con l'imperatore Massimiliano I d'Asburgo e stavano cercando di accordarsi per una pace con il Regno d'Ungheria, non arrecarono danni ai rispettivi reami con il loro passaggio e i pochi soldati che arrischiarono una qualche rapina furono impiccati dai loro comandanti. Tre giorni dopo una parte delle truppe ottomane si staccò per effettuare una scorreria nei dintorni di Castelnuovo d'Istria mentre il grosso dei soldati puntò dritto verso Gorizia. Il sistema di segnalazione approntato dai veneziani entrò in funzione e ne furono prontamente avvertiti.

### Preparativi veneziani
Lo stato delle difese veneziane in Friuli non era buono poiché le fortificazioni di Udine e Gradisca d'Isonzo necessitavano di manutenzione ma soprattutto in ragione della carenza di soldati. La maggior parte delle truppe che costituivano la guarnigione delle principali cittadine era infatti composta da cernide male armate e con scarso addestramento e da stradiotti, perlopiù greci, molti dei quali provenivano proprio da Lepanto e dai villaggi vicini, pertanto desideravano tornare in patria per difendere le loro proprietà minacciate dai soldati ottomani piuttosto che restare in Friuli. Andrea Zancani, provveditore generale di stanza a Gradisca, per evitare diserzioni sollecitò pertanto l'invio delle loro paghe e l'assicurazione che i loro figli prigionieri dei "turchi" sarebbero stati riscattati.
Udine, retta dal luogotenente Domenico Bolani, era circondata da un fossato e a una cinta muraria che si estendeva per ben sei chilometri, provvista di 60 torri e 2 500 merli ma in quei giorni la città disponeva di una guarnigione di appena 1 800 soldati, di qualche pezzo d'artiglieria e di poca polvere da sparo. Gradisca era difesa da appena 550 stradioti guidati da Carlo Orsini.
Tra il 25 e il 26 settembre il Collegio dei Savi ordinò ai presidi posti presso Sappada, Auronzo di Cadore, Passo di Monte Croce, Passo del Cason di Lanza, Chiusaforte, Tolmino e Plezzo di interrompere le strade che conducevano ai rispettivi passi per cercare di ostacolare colonne "turche" o imperiali che avessero voluto invadere la Signoria da nord o nord-est e per rendere difficoltosa un'eventuale ritirata attraverso quei luoghi. 
Avendo pochi soldati in Friuli, richiamò 1 000 fanti e 600 cavalieri pesanti dal cremonese affinché convergessero verso Treviso insieme agli schioppettieri già presenti nelle cittadine trevigiane e mise in stato di allerta le città venete sollecitandole a reclutare quante più cernide possibili. Furono quindi predisposte vie di vettovagliamento per mare e per terra. La prima presupponeva l'approdo a Marano o Aquileia per poi portarsi a Cervignano e da lì seguendo l'Isonzo a Gradisca e seguendo il Torre a Udine. Le vie di terra erano invece due: la prima, considerata la principale, iniziava a Motta di Livenza e attraversava la campagna friulana passando per San Vito al Tagliamento, Codroipo e Mortegliano mentre la seconda da Sacile costeggiava le Prealpi Carniche sino a San Daniele per poi puntare su Udine. Nei borghi della Bassa friulana, tra il Tagliamento e l'Isonzo, si stima che possano alloggiare fino a 8 000 cavalieri.
Circa 50 uomini al comando di Antonazzo da Viterbo e Marco da Rimini furono inviati a Monfalcone, borgo pressoché privo di difese; il 28 settembre in quel borgo verranno inviati altri 100 fanti al comando di Vittore da Lecce.
Il 27 settembre, mentre il grosso dell'esercito ottomano si trovava a dieci miglia da Gorizia, un'avanguardia composta da circa 300 soldati si spinse nei dintorni di Gradisca e s'imbatté in cinquanta di stradioti appena usciti da quella cittadina che però decisero di non attaccarli.

## Scorreria
Verso il mezzogiorno del 28 settembre, una parte dell'esercito ottomano, circa 7 000-10 000 uomini divisi in tre squadroni vicini tra loro, iniziò a guadare l'Isonzo nei pressi di Gorizia senza particolari difficoltà dal momento che le acque del fiume erano basse e si accampò nei borghi tra Gradisca e Udine. Nelle ore successive furono raggiunti da altri 5 000 fanti e 2 000 cavalieri. A partire dal giorno seguente iniziò la razzia dei borghi della Bassa Friulana. Il 1 ottobre circa 2 000 cavalieri ottomani oltrepassarono il Tagliamento e dopo averli saccheggiati incendiarono numerosi villaggi spingendosi sino alle sponde orientali del Livenza. Le chiese furono utilizzate come stalle e i volti dei santi rappresentati negli affreschi vennero sfigurati.
Quello stesso giorno 1 000 fanti guidati da Giovanni Battista Caracciolo, capitano della fanteria, si portarono a bordo di barche da Chioggia alla foce del Livenza. Circa 2 000 cavalieri delle compagnie di Giovanni Paolo Manfrone, Giacomazzo da Venezia, Cola da Venezia, Tuzzo da Costanza e altri condottieri entrarono nel trevigiano. Infine, Alvise Loredan partì per la foce dell'Isonzo con una flottiglia di 40 barche con a bordo circa 1 000 fanti.
Il 2 ottobre circa 10 000 ottomani passarono il Livenza e si diedero alla rapina sino alle sponde del Piave per poi tornare indietro. La guarnigione tedesca di Pordenone allora, vedendo che i nemici si stavano avvicinando, tentò una sortita con 800 fanti ma fu sbaragliata e molti furono catturati. Iskander gli mandò a dire che intratteneva buoni rapporti con il loro imperatore e che non intendeva prendere la città ma chiese comunque un riscatto di 1 000 ducati per i prigionieri, somma che fu prontamente pagata. Un episodio simile accadde presso Gradisca dove però le circa 5 000 cernide che nel frattempo erano giunte da tutto il Friuli a difesa della strada tra la cittadina e Udine, non appena videro gli ottomani disertarono e tornarono a difendere i loro villaggi o fuggirono in preda al panico.
Il 3 ottobre arrivarono a Sacile 2 500 cernide e 500 cavalieri guidati da Domenico Contarini, capitano di Vicenza. Altre 1 000 cernide provenienti da Belluno, Feltre, Conegliano e Bassano tentarono di entrare in Friuli per rinforzare le guarnigioni di Udine e di Gradisca ma 400 di esse (quelle provenienti da Conegliano) furono assaltate dai turchi presso Portobuffolé. Metà di loro abbandonò le armi e fuggì, venendo massacrata dal nemico mentre molti di coloro che opposero resistenza riuscirono a tornare oltre il Livenza e a salvarsi. Da Gradisca finalmente uscirono 250 stradiotti guidati da Franco dal Borgo che attaccarono una squadra di 500 fanti turchi, riuscendo ad ucciderne un centinaio e a catturarne tre. Lo Zantani allora riunì un consiglio di guerra per decidere il da farsi e prevalse l'opinione dell'Orsini, secondo cui sarebbe stato troppo rischioso affrontare i circa 8 000-9 000 turchi accampati tra Udine e Gradisca con le 6 000 cernide e i 1 500 cavalleggeri a disposizione. Anche la guarnigione a difesa di Udine, ora cresciuta sino a 4 000 cernide e 1 000 cavalleggeri, decise di non intraprendere alcuna azione.
La mattina del 4 ottobre gli ottomani passarono il Tagliamento e presso le sponde del fiume decapitarono 1 000-1 500 anziani che avevano precedentemente catturato. Tennero invece circa 300 tra fanciulli, arruolabili in futuro nei giannizzeri e fanciulle, che avrebbero arricchito gli harem del sultano e dei pascià oltre a migliaia di prigionieri adulti. Si affrettarono quindi verso l'Isonzo per non trovarsi stretti tra i fiumi, poiché le piogge dei giorni precedenti ne avevano ingrossato il corso. L'esercito ottomano passò davanti alle mura di Gradisca mantenendo i prigionieri e il bottino al centro dello schieramento e malgrado il Bolani avesse inviato altre 3 000 cernide per cercare di arrestare la ritirata nemica, lo Zantani ancora una volta restò inoperoso. Il suo atteggiamento fu duramente criticato dal condottiero Tristano Savorgnan che spingeva per una sortita, tanto che i due vennero quasi alle mani. Entro mezzanotte tutto l'esercito turco passò l'Isonzo senza subire alcun contrasto.

## Conseguenze
I turchi nel corso della scorreria saccheggiarono ed incendiarono 132 villaggi dalle rive dell'Isonzo a quelle del Piave, facendo stragi di civili, dissacrando chiese e monasteri, accumulando un grande bottino e facendo migliaia di prigionieri. Nelle settimane successive, durante il viaggio di ritorno verso la Bosnia, non tralasciarono di saccheggiare alcuni villaggi in Istria e Dalmazia. I Frankopan, che avevano promesso di assistere i veneziani, non contrastarono in alcun modo le scorrerie turche.
La condotta disonorevole dello Zantani fu aspramente criticata da molti membri del Collegio dei Savi. Il doge Agostino Barbarigo lo definì un traditore della patria e spinse per condannarlo con una punizione esemplare. Il provveditore venne sollevato dall'incarico insieme al Bolani, convocato a Venezia e incarcerato. Il 9 ottobre fu eletto al suo posto Pietro Marcello e il 12 ottobre Antonio Loredan sostituì il Bolani.